# Cantó de Trappes
El cantó de Trappes és un cantó francès del departament d'Yvelines, situat al districte de Versalles i districte de Rambouillet. Des del 2015 té 3 municipis i el cap és Trappes.

## Municipis
- Élancourt
- La Verrière
- Trappes

## Història
| Data d'elecció                           | Identitat            | Partit | Qualitat |
| ---------------------------------------- | -------------------- | ------ | -------- |
| 1967-1973                                | Jean Cuguen          | PCF    |          |
| 1973-1979                                | Bernard Hugo         | PCF    |          |
| 1979-1982                                | Janine Thomas-Flores | PCF    |          |
| 1982-2008                                | Michel Espinat       | PCF    |          |
| 2008-                                    | Jeanine Mary         | PS     |          |
| les dades anteriors no són pas conegudes |                      |        |          |
|                                          |                      |        |          |